# Manettia parvula
Manettia parvula är en måreväxtart som beskrevs av Karl Moritz Schumann och Herbert Fuller Wernham. Manettia parvula ingår i släktet Manettia och familjen måreväxter. Inga underarter finns listade i Catalogue of Life.